# Rick Fox
Ulrich Alexander „Rick“ Fox (* 24. Juli 1969 in Toronto) ist ein ehemaliger kanadisch-bahamaischer Basketballspieler, der von 1991 bis 2004 in der NBA für die Boston Celtics und Los Angeles Lakers aktiv war. Der 2,01 Meter große Fox spielte meist auf der Position des Small Forward und gewann mit den Lakers dreimal die NBA-Meisterschaft.

## Sportlerkarriere

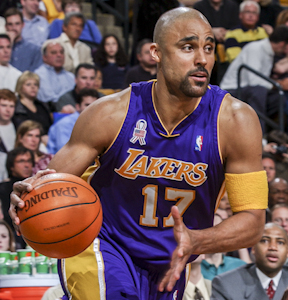
Fox bei den Los Angeles Lakers, 2002

Fox wurde im NBA-Draft von 1991 von den Boston Celtics an Position 24 gewählt. Er wurde in seiner Debütsaison in der NBA ins All-Rookie Second Team gewählt, doch war in seinen ersten Jahren eher ein Ergänzungs- als ein Stammspieler. Erst im Jahre 1995 gelang ihm der Durchbruch, als er bei 81 von 82 Spielen von Anfang an spielte und seinen Durchschnitt auf 14 Punkte, 4 Rebounds und 4 Assists pro Spiel steigerte. 1997 wurde Fox von den Los Angeles Lakers verpflichtet und bildete gemeinsam mit Glen Rice und Eddie Jones ein schlagkräftiges Swingman-Trio, ehe er in der nächsten Saison vom 18-jährigen Shooting Guard Kobe Bryant auf die Ersatzbank verdrängt wurde.
Als Phil Jackson 1999 Lakers-Coach wurde, machte er den vielseitigen Fox statt Rice zum Stammspieler auf der Small-Forward-Position und betreute ihn mit der Aufgabe, Bryant defensiv den Rücken freizuhalten. Angeführt von Shaquille O’Neal und Bryant gewannen die Lakers von 2000 bis 2002 drei Meisterschaften in Serie, einen sogenannten „Three-peat“. 2003 verletzte sich Fox allerdings am Knie und erreichte nie mehr sein früheres Niveau.
Nachdem die Lakers 2004 das NBA-Finale verloren, wurde Fox wieder zu den Celtics verkauft, absolvierte allerdings kein Spiel mehr und beendete im Alter von 34 Jahren seine Karriere.

## Sonstiges
Fox ist eine multiethnische Person; seine Mutter kommt aus Italien, sein Vater von den Bahamas. 1999 heiratete er die Schauspielerin Vanessa Lynn Williams und hat mit ihr eine Tochter, die 2000 geboren wurde. 2004 wurde die Ehe geschieden.
Am 18. Dezember 2015 wurde bekannt, dass Rick Fox das amerikanische Profi-eSport-Team Gravity Gaming, welches in dem MOBA-Game League of Legends tätig war, gekauft hatte, welches er zu Echo Fox umbenannte. Im November 2019 wurde die Organisation aufgelöst.

### Schauspielkarriere
Fox hatte während seiner NBA-Karriere Cameo-Auftritte in den Basketball-Filmen Blue Chips (1994), Eddie (1996) und He Got Game (1998) und war außerdem ein Shampoo-Modell. 1999 übernahm er eine Rolle in Resurrection – Die Auferstehung. In den Jahren 1997 bis 2003 spielte er zudem die Rolle des „Jackson Vahue“ in der Serie Oz – Hölle hinter Gittern, hatte diverse Auftritte in weiteren Hollywood-Serien und errang in den USA Bekanntheit mit der Rolle des „Prince Tyresse“ in der Serie Dirt. Er ist auch Pate des Fernsehprojektes The 1 Second Film und war in der Fernsehserie One Tree Hill zu sehen. Abgesehen davon war er bislang in vier Episoden der Internetserie Jake and Amir auf College Humor zu sehen.
Filmografie
- 1994: Blue Chips
- 1996: Eddie
- 1997–2003: Oz – Hölle hinter Gittern (Oz, 11 Folgen)
- 1998: Spiel des Lebens (He Got Game)
- 1999: Resurrection – Die Auferstehung (Resurrection)
- 1999: Fast Money – Zwei Typen fürs Grobe (The Collectors)
- 2003: Das Geheimnis von Green Lake (Holes)
- 2003: Street Time (Folge 1x18)
- 2003: Cosmo und Wanda – Wenn Elfen helfen (The Fairly OddParents, Sprechrolle in der englischen Serie)
- 2003: Missing – Verzweifelt gesucht (Missing, 5 Folgen)
- 2005: Kevin Hill
- 2005–2006: Love, Inc. (6 Folgen)
- 2006: Mein erster Mord (Mini’s First Time)
- 2006: One Tree Hill (5 Folgen)
- 2007: Alles Betty! (Ugly Betty, 2 Folgen)
- 2007–2008: Dirt (6 Folgen)
- 2008: Meet the Browns
- 2008: The Game (2 Folgen)
- 2008: Dollhouse (1 Folge)
- 2009–2010: Melrose Place (2 Folgen)
- 2010: Fox vs. Fox
- 2011: The Big Bang Theory (1 Folge)
- 2011: Dan Savage’s New Threat to Rick Santorum
- 2011: Body of Proof (1 Folge)
- 2011: Jake and Amir (4 Folgen)
- 2011–2012: Single Ladies (5 Folgen)
- 2012: Mr. Box Office (1 Folge)
- 2012: Franklin & Bash (1 Folge)
- 2013–2016: Hit the Floor (9 Folgen)
- 2014: The McCarthys (1 Folge)
- 2015: Navy Seals vs. Zombies
- 2015: Hollywood Adventures
- 2016: Greenleaf
- 2016–2017: K.C. Undercover (5 Folgen)
- 2017: Criminal Minds (1 Folge)
- 2017–2020: Greenleaf (28 Folgen)
- 2017: Major Crimes (1 Folge)
- 2017: Black-ish (1 Folge)
- 2019: Ballers (1 Folge)
- 2020: Law & Order: Special Victims Unit (1 Folge)
- 2021: All Rise – Die Richterin (3 Folgen)